# Filialkirche St. Andrä (Villach)

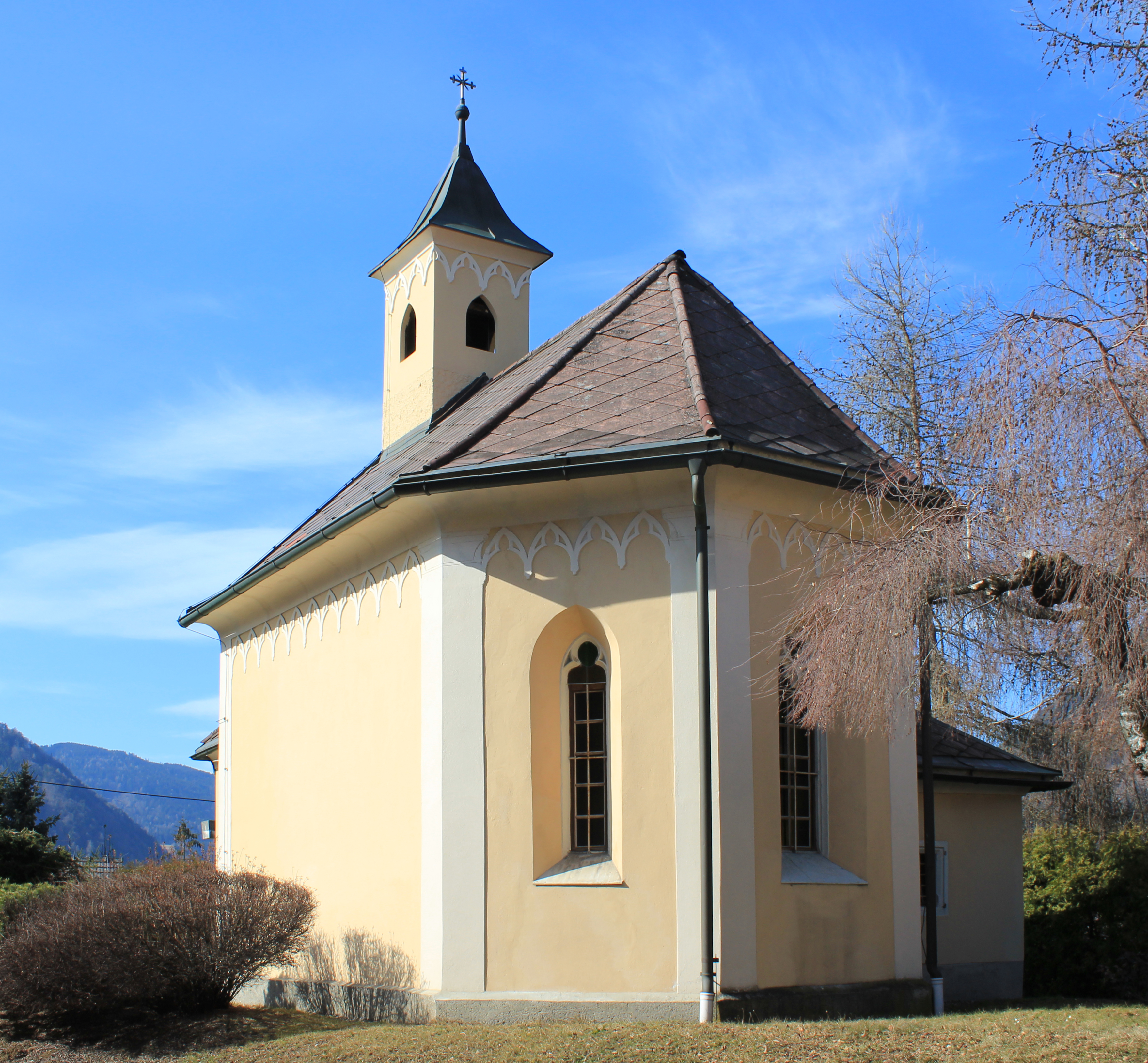
Filialkirche St. Ändrä

Die Filialkirche St. Ändrä im gleichnamigen Ortsteil von Villach gehört zur Pfarre Maria Landskron. Die urkundlich 1664 erstmals erwähnte Kirche wurde 1826 bei einem Brand zerstört. Der Nachfolgerbau wurde 1861 geweiht.
Die kleine neugotische Kirche in der Dimension des erhaltenen Prebyteriumgewölbes besitzt einen westlichen Dachreiter mit Spitzhelm und eine offene westliche Vorhalle. Die Fassade wird durch Ecklisenen und ein Spitzbogenfries gegliedert. Man betritt die Kirche durch ein spitzbogiges Portal. Die einfachen Maßwerksfenster wurden zum Teil erneuert. Über dem einjochigen Langhaus und dem Chor mit Fünfachtelschluss ruht ein gratiges Kreuzgewölbe auf Konsloen. Den einfachen neugotischen Altar mit dem heiligen Andreas am Altarblatt schuf 1861 wahrscheinlich Johann Zernatto. An der Außenwand ist die Wappengrabplatte des 1650 verstorbenen Pflegers der Burg Landskron Andreas Luv angebracht.
Das Kriegerdenkmal westlich der Kirche besteht aus einem Figurenfries über einem Pfeiler und einem darüber liegenden Kreuz. Das Denkmal ist mit „Beres 1932“ bezeichnet.